# هروب من الواقع

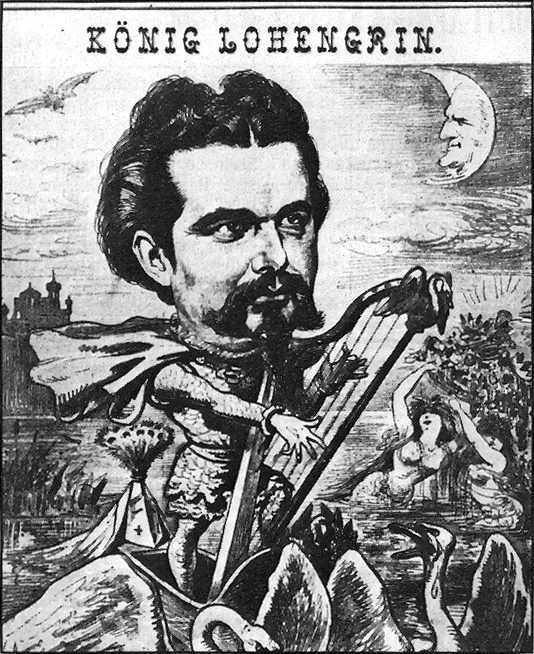

التهربية أو الهروب من الواقع (بالإنجليزية: Escapism)‏ هو تجنب مواقف الحياة غير السارة أوالمملة أوالشاقة أوالمخيفة. ويمكن أيضا أن يستخدم كمصطلح لتعريف الإجراءات التي يتخذها الأشخاص لتساعدهم في تخفيف الشعور المستمر بالاكتئاب أو الحزن العام.

## التصورات
نشأت الصناعات بأكملها بدافع تعزيز ميل البشر المتزايد لتخفيف أعباء وقسوة الحياة اليومية - وخاصة في العالم الرقمي. فالعديد من الأنشطة التي تٌعتبر أجزاء طبيعية من الوجود الصحي (على سبيل المثال، تناول الطعام، والنوم، وممارسة الرياضة، والنشاط الجنسي) يمكن أن تُصبح أيضا طرقا للهروب عندما تٌؤخذ للحدود القصوي أو خارج السياق السليم؛ ونتيجة لذلك فإن كلمة «الهروب» غالبا ما تحمل دلالة سلبية، مما يشير إلى أن الهاربين غير راضين، مع عدم القدرة أو عدم الرغبة في الاتصال بشكل هادف مع العالم واتخاذ الإجراءات اللازمة.
وقد عرف مكتب قاموس أكسفورد الإنجليزي الهروب بأنه: "الميل إلى السعي أو ممارسة السعي تجاه الإلهاء من أشياء يمكن تحملها في الوضع العادي.